# Rodolfo Zelaya
Pour les articles homonymes, voir Zelaya.
Rodolfo Antonio Zelaya García, plus couramment appelé Rodolfo Zelaya, né le 3 juillet 1988 à Usulután (Salvador), est un footballeur international salvadorien jouant à l'Alianza FC.

## Biographie

### En sélection
Le 23 avril 2008, il effectue sa première sélection en équipe du Salvador, lors du match Salvador - Chine (2-2) et le 6 septembre 2008, il inscrit ses trois premiers buts face à l'équipe d'Haïti.
Il a pris part avec la sélection aux tournois continentaux de Gold Cup 2009, 2011 et 2013 en marquant un total de huit buts (quatre en 2011 et quatre autres en 2013). 
Suspendu un an par la Fédération salvadorienne de football, à compter du 10 octobre 2013, en raison de son implication dans une affaire de matches arrangés, il fait son retour en équipe nationale, après trois ans et demi d'absence, à l'occasion de la Copa Centroamericana 2017.

#### Buts en sélection
| Buts en sélection de Rodolfo Zelaya | Buts en sélection de Rodolfo Zelaya | Buts en sélection de Rodolfo Zelaya                    | Buts en sélection de Rodolfo Zelaya | Buts en sélection de Rodolfo Zelaya | Buts en sélection de Rodolfo Zelaya | Buts en sélection de Rodolfo Zelaya |
|                                     | Date                                | Lieu                                                   | Adversaire                          | Score                               | Résultat                            | Compétition                         |
| ----------------------------------- | ----------------------------------- | ------------------------------------------------------ | ----------------------------------- | ----------------------------------- | ----------------------------------- | ----------------------------------- |
| 1.                                  | 6 septembre 2008                    | Estadio Cuscatlán, San Salvador (Salvador)             | Haïti                               | 1-0                                 | 5-0                                 | Qualif. CM 2010                     |
| 2.                                  | 6 septembre 2008                    | Estadio Cuscatlán, San Salvador (Salvador)             | Haïti                               | 2-0                                 | 5-0                                 | Qualif. CM 2010                     |
| 3.                                  | 6 septembre 2008                    | Estadio Cuscatlán, San Salvador (Salvador)             | Haïti                               | 3-0                                 | 5-0                                 | Qualif. CM 2010                     |
| 4.                                  | 15 octobre 2008                     | Estadio Cuscatlán, San Salvador (Salvador)             | Suriname                            | 1-0                                 | 3-0                                 | Qualif. CM 2010                     |
| 5.                                  | 4 septembre 2010                    | Memorial Coliseum, Los Angeles (États-Unis)            | Honduras                            | 1-0                                 | 2-2                                 | Amical                              |
| 6.                                  | 4 septembre 2010                    | Memorial Coliseum, Los Angeles (États-Unis)            | Honduras                            | 2-0                                 | 2-2                                 | Amical                              |
| 7.                                  | 29 mai 2011                         | Robertson Stadium, Houston (États-Unis)                | Honduras                            | Honduras                            | 1-2                                 | Amical                              |
| 8.                                  | 9 juin 2011                         | Bank of America Stadium, Charlotte (États-Unis)        | Costa Rica                          | 1-0                                 | 1-1                                 | Gold Cup 2011                       |
| 9.                                  | 12 juin 2011                        | Soldier Field, Chicago (États-Unis)                    | Cuba                                | 1-0                                 | 6-1                                 | Gold Cup 2011                       |
| 10.                                 | 12 juin 2011                        | Soldier Field, Chicago (États-Unis)                    | Cuba                                | 4-1                                 | 6-1                                 | Gold Cup 2011                       |
| 11.                                 | 19 juin 2011                        | RFK Stadium, Washington (États-Unis)                   | Panama                              | 1-0                                 | 1-1                                 | Gold Cup 2011                       |
| 12.                                 | 2 septembre 2011                    | Estadio Cuscatlán, San Salvador (Salvador)             | République dominicaine              | 1-0                                 | 3-2                                 | Qualif. CM 2014                     |
| 13.                                 | 2 septembre 2011                    | Estadio Cuscatlán, San Salvador (Salvador)             | République dominicaine              | 3-1                                 | 3-2                                 | Qualif. CM 2014                     |
| 14.                                 | 8 juillet 2013                      | Red Bull Arena, Harrison (États-Unis)                  | Trinité-et-Tobago                   | 1-1                                 | 2-2                                 | Gold Cup 2013                       |
| 15.                                 | 8 juillet 2013                      | Red Bull Arena, Harrison (États-Unis)                  | Trinité-et-Tobago                   | 2-1                                 | 2-2                                 | Gold Cup 2013                       |
| 16.                                 | 15 juillet 2013                     | BBVA Compass Stadium, Houston (États-Unis)             | Haïti                               | 1-0                                 | 1-0                                 | Gold Cup 2013                       |
| 17.                                 | 21 juillet 2013                     | M&T Bank Stadium, Baltimore (États-Unis)               | États-Unis                          | 1-2                                 | 1-5                                 | Gold Cup 2013                       |
| 18.                                 | 15 janvier 2017                     | Estadio Rommel Fernández, Panama City (Panama)         | Honduras                            | 1-0                                 | 1-2                                 | Copa Centr. 2017                    |
| 19.                                 | 22 mars 2017                        | Stadion Dr. Antoine Maduro, Willemstad (Curaçao)       | Curaçao                             | 1-1                                 | 1-1                                 | Match amical                        |
| 20.                                 | 27 mai 2017                         | RFK Stadium, Washington D.C. (États-Unis)              | Honduras                            | 2-2                                 | 2-2                                 | Match amical                        |
| 21.                                 | 13 juillet 2017                     | Sports Authority Field, Denver (États-Unis)            | Curaçao                             | 2-0                                 | 2-0                                 | Gold Cup 2017                       |
| 22.                                 | 12 octobre 2019                     | Blakes Estate Stadium, Lookout (Montserrat)            | Montserrat                          | 2-0                                 | 2-0                                 | LN CONCACAF 2019-2020 (Ligue B)     |
| 23.                                 | 15 octobre 2019                     | Darren Sammy Cricket Ground, Gros Islet (Sainte-Lucie) | Sainte-Lucie                        | 1-0                                 | 2-0                                 | LN CONCACAF 2019-2020 (Ligue B)     |

NB : Les scores sont affichés sans tenir compte du sens conventionnel en cas de match à l'extérieur (Salvador-adversaire).

## Palmarès

### Collectif
- Avec Alianza :
  - Champion du Salvador en 2011 (Clausura) et 2015 (Apertura).

### Distinctions individuelles
- Meilleur buteur de Primera División en 2010 (Apertura) (9 buts) et 2011 (Clausura) (13 buts).